# Kościół św. Walentego w Łążynie
Kościół świętego Walentego w Łążynie – rzymskokatolicki kościół parafialny należący do parafii pod tym samym wezwaniem (dekanat Bierzgłowo diecezji toruńskiej).
Obecna, murowana świątynia została wzniesiona w latach 1896-1898 na miejscu poprzedniej, drewnianej. Poświęcona została w dniu 3 września 1899 roku, natomiast dopiero po równo stu latach, w dniu 4 września 1999 roku, kościół został konsekrowany. W dniu 29 lipca 1936 roku trąba powietrzna zniszczyła wieżę budowli i częściowo dach. Przez ostatnie 9 lat kościół został gruntownie wyremontowany – m.in. prezbiterium zostało wyłożone marmurem, odnowione zostały okna, do części z nich zostały zamontowane witraże. Świątynia otrzymała również nowy dzwon o masie 500 kilogramów, poświęcony przez papieża.